# Ян Шванкмаєр
Ян Шва́нкмаєр (чеськ. Jan Švankmajer; *4 вересня 1934, Прага) — чеський кінорежисер, аніматор, сценарист, сценограф, художник, скульптор, відомий на заході як «алхімік сюрреалізму». Значний вплив Шванкмаєра відзначають такі відомі режисери як Тім Бертон, Террі Гілліам, брати Квей, Шейн Екер та багато інших.
Один з перших представників сюрреалізму в чеському кінематографі. Автор сюрреалістичних анімаційних та кінофільмів. Учасник Берлінського, Венеціанського, Роттердамського та Канського кінофестивалів.

## Біографія
Ян Шванкмаєр народився 4 вересня 1934 у Празі. На Різдво 1942 року, Ян Шванкмаєр отримав у подарунок маленький ляльковий театр, що й відіграло в майбутній кар'єрі мультиплікатора доволі значну роль. В період 1950—1954 навчався в школі прикладних мистецтв у Празі, а з 1954 по 1958, — в Празькій академії мистецтв на відділенні лялькової майстерності, де вивчав сценографію та режисуру. Паралельно працював у театрі «D34», де самостійно створив свою першу постановку — «Дон Жуан». У 1958 взяв участь у зйомках фільму Еміля Радока, заснованого на легенді про Доктора Фауста. Після цього пішов працювати до театру «Семафор», засновував «Театр Масок». Не зупинившись на цьому, в період 1957—1958, майбутній аніматор почав працювати в невербальному театрі «Laterna Magika», де знову починає співпрацювати з Радоком. Театральний досвід, отриманий Шванкмаєром в цей період, відображений в першому короткометражному анімаційному фільмі — «Останній фокус пана Шварцвальда та пана Едґара». В 1960 митець познайомився і одружився з Євою Двораковою, художницею-сюрреалісткою, яка народила двох дітей: Вероніку та Вацлава. Під її та Вратислава Еффенбергера впливом, Ян перейшов від манери своїх ранніх робіт до класичного сюрреалізму, вперше втіленого у фільмі «Огорожа». Надалі дружина допомагала йому, створюючи костюми і розробляючи дизайн для фільмів. У 1968 році приєднався до Чехословацької Спілки Сюрреалістів.
Впродовж 1960-х Шванкмаєр створив низку короткометражних фільмів, але після цього в нього почалися проблеми з цензурою. Коли в 1974 його фільм «Щоденник Леонардо» було показано на Каннському кінофестивалі, чеські кінокритики назвали його «дивною фантазією, чужою соцреалізму». Режисер був змушений перервати зйомки на кілька років. Однак, він почав створювати «тактильні об'єкти» — рельєфні картини та інсталяції з незвичайною текстурою, які кожен може інтерпретувати на основі власних відчуттів. Ян почав збирати колекцію дивних предметів і створювати власні. Своїми духовними покровителями він вважав австрійського ерцгерцога та пізніше імператора Священної Римської імперії Рудольфа II, поціновувача природних і мистецьких дивовиж, та його придворного художника Джузеппе Арчімбольдо.
З 1979 Ян повернувся до режисування і анімації, випустивши короткометражний фільм «Замок Отранто». На початку 1980-х митець зацікавився сюрреалістичними екранізаціями творів Едгара По. В 1982 вийшов фільм, що переміг на Берлінському кінофестивалі і став одним із найважливіших фільмів у творчості майстра — «Можливості діалогу». Британський режисер Террі Гілліам включив цю роботу в десятку найкращих анімаційних фільмів всіх часів. Після цього він створив свою першу повнометражну роботу — сюрреалістичну версію «Аліси в країні Чудес» під назвою «Сон Аленки». В другій половині 1980-х Шванкмайер створив заставки для MTV («М'ясна любов», «Флора») і кліп «Another Kind of Love» на пісню Г'ю Корнвелла. В 1989 Шванкмаєр отримав Золоту пальмову гілку за фільм «Чоловічі ігри».
Падіння комуністичного режиму в Чехословаччині режисер відзначив фільмом «Смерть сталінізму в Богемії». В 1992 він створив свою другу найвідомішу після «Можливостей діалогу» роботу — «Їжа». Надалі Шванкмаєр зайнявся режисуванням і анімацією для повнометражних фільмів та виставками скульптур. Згодом, у 1998, він разом з дружиною організував пересувну виставку «Animus Anima Animace». Єва померла в 2005 році, встигши завершити у співпраці з Яном фільм «Божевілля». Через п'ять років Шванкмаєр створив ще одну стрічку «Пережити своє життя», а в 2016 оголосив про збори шляхом краудфандингу коштів на свій останній фільм «Комаха».
Роботи Яна Шванкмаєра здійснили вплив на режисерів-аніматорів братів Квей, Террі Гілліама і Тіма Бертона.

## Фільмографія

### Повнометражні фільми
| Рік  | Українська назва                         | Чеська назва      | Англійська назва                     | Короткий опис |
| ---- | ---------------------------------------- | ----------------- | ------------------------------------ | --- |
| 1988 | Сон Аленки                               | Něco z Alenky     | Alice                                | Сюрреалістична версія «Аліси в Країні Чудес» Льюїса Керрола. Загалом слідуючи сюжету, фільм відбувається в наближених до сучасності пошарпаних декораціях. Всіх персонажів, крім головної героїні Аленки, тут замінюють ляльки, опудала, скелети і рухоме приладдя.                                                                    |
| 1994 | Урок Фауста                              | Lekce Faust       | Faust                                | Інтерпретація легенди про Доктора Фауста. За основу використовується саме легенда, а не адаптація Гете. Дії відбуваються в Чехії середини 90-х. Оригінальні мотиви XVI ст. відображені в контексті лялькового театру. Головний герой за лаштунками театру одягає на себе костюм Фауста, стаючи ним самим і укладаючи угоду з дияволом. |
| 1996 | Конспіратори задоволення                 | Spiklenci slasti  | Conspirators of Pleasure             | Найгучніший фільм Яна Шванкмаєра. Поділений на декілька, на перший погляд не пов'язаних, епізодів. Кожний епізод — сексуальні фантазії і їх втілення окремими героями. |
| 2000 | Поліно                                   | Otesánek          | Little Otik                          | Ігрове кіно, інтерпретація чеської народної казки про поліно. Дії, як зазвичай у Шванкмаєра, відбуваються в сучасній Чехії. Бездітна родина шукає спосіб подолати життєві обставини і виховує схожий на людину корч. |
| 2005 | Божевілля                                | Šílení            | Lunacy                               | Сценарій до цього фільму написаний автором за 30 років до його виходу, але був заборонений партійною владою. Базується на двох новелах Едгара По — «Заживо похований» та «Навіжений Психіатр», а також на творчості маркіза де Сада.                                                                                                   |
| 2010 | Пережити своє життя (теорія та практика) | Přežít svůj život | Surviving Life (Theory and Practice) | До психіатра приходить пацієнт, якого в снах зваблює гарна жінка в червоній сукні. Він не може позбутися бажання все більше часу проводити у сні, а психіатр береться дослідити світ уяви пацієнта. |
| 2018 | Комаха                                   | Hmyz              | Insects                              | Фільм, натхненний творчістю Франца Кафки і Карла Чапека. |

### Короткометражні фільми
| Рік  | Українська назва                               | Чеська назва                                     | Англійська назва                  | Короткий опис |
| ---- | ---------------------------------------------- | ------------------------------------------------ | --------------------------------- | --- |
| 1964 | Останній фокус пана Шварцвальда та пана Едґара | Poslední trik pana Schwarcewalldea a pana Edgara | The Last Trick                    | Двоє магів, зображених напів-ляльками, виступаючи на сцені намагаються перевершити один одного в чаклунстві. |
| 1965 | Гра з каменями                                 | Hra s kameny                                     | A Game with Stones                | Щогодини дзигар подає в кімнату камені, що падають до каструлі. Вони утворюють різні форми, рухаються та «розмножуються», але коли час минає, застигають. Так повторюється, поки каструля не ламається. |
| 1965 | І. С. Бах. Фантазія в соль мінорі              | Johann Sebastian Bach: Fantasia G-moll           | J.S.Bach — Fantasy in G Minor     | Музикант грає композицію Баха, при цьому інструментом постає весь дім, у якому він знаходиться. |
| 1966 | Панч та Джуді                                  | Rakvičkárna                                      | Punch and Judy                    | Дві маріонетки різними способами намагаються отримати морську свинку, яка байдужа до них. |
| 1966 | Et Cetera                                      | Et Cetera                                        | Et Cetera                         | Людська фігурка має вибір якими предметами полегшити своє життя. Обираючи різні, вона збільшує свою владу, поки не стикається з облаштуванням власного будинку. |
| 1967 | Природнича історія                             | Historia Naturae                                 | Historia Naturae                  | Різні класи тварин у вигляді музейних експонатів показуються під музику, слугуючи алегоріями людського життя. |
| 1968 | Огорожа                                        | Zahrada                                          | The Garden                        | Чоловік відвідує садибу свого друга, огорожа якої складена з живих людей. Той поводиться наче це нормально, тож врешті гість наважується запитати як він отримав таку дивовижу. |
| 1968 | Пікнік із Вайсманом                            | Picknick mit Weissmann                           | Picnic with Weismann              | На пікнік замість людей виїжджають різні предмети. У цей час для їхнього власника, чоловіка Вайсмана, готується могила. |
| 1968 | Побут                                          | Byt                                              | The Flat                          | Чоловік потрапляє до будинку, у якому ніщо не функціонує як слід, ба навіть працює навпаки. |
| 1969 | Спокійний тиждень у домі                       | Tichý týden v domě                               | A Quiet Week in the House         | Шпигун переховується в будинку, де щодня свердлить у стіні дірку й бачить крізь неї як предмети живуть своїм життям. |
| 1969 | Дон Жуан                                       | Don Šajn                                         | Don Juan                          | Історія про Дона Жуана у виконанні ляльок. |
| 1970 | Костниця                                       | Kostnice                                         | The Ossuary                       | Псевдодокументальний фільм без анімації, на відміну від решти. З розповіді екскурсовода туристи дізнаються як у 1870 році граф Шварценберг найняв майстра виготовити костницю в Седліце для кісток, накопичених у склепі. |
| 1971 | Бармаглот                                      | Žvahlav aneb Šatičky Slaměného Huberta           | Jabberwocky                       | У безлюдній квартирі предмети живуть своїм життям. Вони шукають певний «правильний» шлях дій, але раз за разом зазнають невдачі. |
| 1972 | Щоденник Леонардо                              | Leonardův deník                                  | Leonardo's Diary                  | Малюнки Леонардо да Вінчі оживають, набуваючи самостійного існування. |
| 1979 | Замок Отранто                                  | Otrantský zámek                                  | The Castle of Otranto             | Журналіст переконує дослідника, що готичний роман «Замок Отранто» описував реальні події. |
| 1980 | Падіння дому Ашерів                            | Zánik domu Usherů                                | The Fall of the House of Usher    | Фільм за оповіданням Едгара По «Падіння дому Ашерів». Чоловік прибуває в маєток Ашерів, над якими нависло прокляття, і мусить вибрати між порятунком його жителів і власним. В кадрі зображені лише предмети. |
| 1982 | Можливості діалогу                             | Možnosti dialogu                                 | Dimensions of Dialogue            | Фільм у трьох частинах на тему пошуків порозуміння: - Людські профілі, складені з різних предметів, поїдають одне одного, поступово перетворюючись на справжні. - Глиняні чоловіча й жіноча фігури зливаються, результатом чого стає неоформлений шматок глини. Вони відкидають його, що стає причиною взаємної ненависті. - Дві глиняні голови намагаються порозумітися, знаходячи застосування різним предметам. Але щойно вони міняються місцями, як розуміння зникає.                                          |
| 1983 | Маятник, колодязь та надія                     | Kyvadlo, jáma a naděje                           | The Pendulum, the Pit and Hope    | Фільм за мотивами оповідання Едгара По «Колодязь і маятник». Чоловік опиняється в застінках інквізиції, де його намагаються стратити хитромудрими механізмами. |
| 1983 | До підвалу                                     | Do pivnice                                       | Down to the Cellar                | Дівчинка спускається до підвалу набрати картоплі, зустрічаючи дорогою дивні явища й бачачи чим насправді займаються її сусіди. |
| 1988 | М'ясна любов                                   |                                                  | Meat Love                         | У ролі коханців виступають два шматки м’яса. Їм байдуже, що невідомо навіть чи є в них стать, обоє керуються тільки хіттю, щоб врешті стати їжею. |
| 1988 | Чоловічі ігри                                  | Mužné hry                                        | The Male Games                    | Чоловік сідає подивитися футбольний матч, де гравці незвичайним чином нівечать одне одного. Несподівано події на екрані переходять у його квартиру, але глядач не помічає цього. |
| 1988 | Інші Види Любові                               |                                                  | Another Kind of Love              | Кліп на пісню Г'ю Корнвелла «Another Kind of Love». Чоловік перебуває в кімнаті, зазнаючи моторошних перетворень, де час від часу виникає глиняний образ жінки його мрії. |
| 1989 | Флора                                          |                                                  | Flora                             | Подоба людини, складена з фруктів та овочів, розкладається, лежачи на ліжку. |
| 1989 | Темрява—світло—темрява                         | Tma/Světlo/Tma                                   | Darkness—Light—Darkness           | У кімнату залазять різні частини людського тіла, намагаючися доцільно поєднатися між собою. |
| 1989 | Анімовані автопортрети                         |                                                  | Animated Self-portraits           | Збірка робіт різних авторів у різних техніках, котрі зображають самих себе. |
| 1990 | Загибель сталінізму в Богемії                  |                                                  | The Death of Stalinism in Bohemia | Бюст Сталіна сам по собі рухається, поки не потрапляє на операційний стіл, де з нього дістають бюст Клемента Готвальда. Після цього слідує сповнений метафор показ історії Чехії від 1948-го, коли до влади прийшли комуністи, до Оксамитової революції 1989-го. Паралельно загадковий скульптор ліпить людей, заздалегідь приречених на смерть, а в час революції розфарбовує все в кольори державного прапора. Розфарбований бюст Сталіна знову опиняється на столі, але чим він «вагітний» лишається таємницею. |
| 1992 | Їжа                                            | Jídlo                                            | Food                              | Фільм у трьох частинах на тему їжі: - Чоловік приходить у занедбаний ресторан, де використовує іншого чоловіка як автомат для видачі їжі. Завершивши сніданок, він сам стає таким самим «автоматом». - Двоє чоловіків марно чекають на замовлення. Голод пересилює, тож вони беруться поїдати все, що є навколо: посуд, меблі, одяг. - Багатії перебувають у ресторані, де стравами є частини тіла, важливі для них самих.                                                                                         |